# Fred Manrique
Fred Eloy Manrique Reyes  (Ciudad Bolívar, Venezuela, 5 de noviembre de 1961) es un ex segunda base de las Grandes Ligas que jugó para los Toronto Blue Jays (1981, 1984), Montreal Expos (1985), St. Louis Cardinals (1986), Chicago White Sox (1987–89), Texas Rangers (1989), Minnesota Twins (1990) y Oakland Athletics (1991). En Venezuela, participó en 16 temporadas, principalmente con los Cardenales de Lara.

### En Grandes Ligas
Manrique era un segunda base sólido con un buen alcance y un fuerte brazo para lanzar que le permitía jugar profundo e impedir hits. También fue un campocorto por encima del promedio. Cuando debutó en 1981 a los 19 años de edad, era el jugador más joven de las Grandes Ligas.
Fue firmado por Toronto y comenzó a jugar como novato en 1979, a los 17 años de edad, en la División Norte de la Florida State League, con los Dunedin Blue Jays y, luego con los Medicine Hat Blue Jays de la Pioneer League. Entre ambos equipos, tuvo participación en 71 juegos en los cuales dejó un promedio de bateo de .291 al conectar 83 imparables, anotar 47 carreras y empujar 30. En 1980 fue ascendido al equipo clase A Kinston Eagles, en la división Norte de la liga Carolina, donde jugó en 111 partidos, tomó 390 turnos y logró un promedio de bateo de .277, al conectar 108 imparables, anotar 49 carreras y remolcar 50.
Inició la temporada de 1981, con el filial doble A de Toronto, los Knoxville Blue Jays, en la Southern League, dejando cifras ofensivas de .279/.313/.369 en 115 partidos. En agosto fue llamado al equipo mayor y el mánager Bobby Mattick le dio la oportunidad de estrenarse el día 23 cuando reemplazó al campocorto titular y primer bate Alfredo Griffin. Manrique se fue en blanco en dos turnos, y no pudo contribuir en la derrota de Toronto frente a los Chicago White Sox 13 a 2. En esa campaña participó en 13 juegos más en las mayores, y dejó cifras de .143 de promedio de bateo,  en 28 turnos en los cuales logró conectar 4 imparables, anotó una carrera y empujó otra.
Para las campañas de 1982,1983 y casi la totalidad de 1984, Manrique jugó en el Syracuse Chiefs de la International League, clase AAA. En la zafra del 84 volvió a tener participación en el equipo mayor en 10 juegos, en los que logró conectar 3 hits, y empujar una carrera. 
En 1985 fue transferido a los Montreal Expos y fue asignado al filial triple A, Indianapolis Indians, en la American Association League, donde fue dirigido por el dominicano Felipe Alou. Ese año también tuvo oportunidad de participar en 9 juegos, conectó 4 imparables: su primer jonrón, su primer doble y su primer triple en las mayores.
En la temporada 1986 fue transferido a los  St. Louis Cardinals, y fue asignado al filial AAA Louisville Redbirds donde participó en 133 partidos y dejó cifras ofensivas de .285 /.319 /.396. En el equipo grande sólo vio acción en 13 juegos, conectó 3 imparables, anotó 2 carreras y remolcó una.
Su consolidación en Grandes Ligas ocurrió en la temporada 1987 cuando fue transferido a los Chicago White Sox y estuvo todo el año en el equipo mayor, bajo el mando de Jim Fregosi y compartiendo con su coterráneo Oswaldo Guillén. Manrique tuvo acción en 115 partidos en los cuales dejó números de .258 /.302 /.362.
En 1988, Manrique tuvo la titularidad de la segunda base de Chicago prácticamente toda la temporada, en combinación en el campocorto con Guillén. A la defensiva logró participar 83 jugadas de doble matanza, 343 asistencias y cometió 13 errores. Al bate, participó en 140 juegos dejó un promedio de .235, conectó 81 imparables, anotó 43 carreras y empujó 37.
Inició la temporada 1989 con Chicago y vio acción en 65 partidos en los que conectó 56 imparables y dejó promedio de .300 con 23 carreras anotadas y 30 empujadas. Sin embargo, fue cambiando a los Texas Rangers junto con Harold Baines y el campocorto Scott Fletcher, por el novato Sammy Sosa, y el lanzador venezolano Wilson Álvarez. En su nuevo equipo, compartió infield con Fletcher, y tuvo participación en 54 encuentros en los que conectó 55 imparables, anotó 23 carreras y empujó 22.
Sus dos últimas campañas en Grandes Ligas las tuvo con los Minnesota Twins, en 1990; donde jugó en 69 juegos y dejó cifras de .237 de promedio .254 de OBP y Slugging de.346; y con Oakland Athletics, en 1991, en donde sólo vio acción en 9 partidos en los que sólo puedo conectar 3 hits.
En una carrera de nueve años, Manrique fue un bateador de .254 con 20 jonrones y 151 carreras impulsadas en 498 juegos.

### En la Liga venezolana
Manrique fue parte de la Liga Venezolana de Béisbol Profesional durante 16 temporadas, principalmente con los Cardenales de Lara (11), Tigres de Aragua (4) y Caribes de Anzoátegui (1). En total, jugó 655 juegos de temporada regular, conectó 673 imparables, anotó 294 veces y remolcó 268 carreras. Dejó un promedio de bateo de .275 y slugging de .359.
Aunque participó en 11 postemporadas, no logró titularse campeón aun cuando fue parte de 4 series finales.